# Symmachia praxila
Symmachia praxila is een vlindersoort uit de familie van de prachtvlinders (Riodinidae), onderfamilie Riodininae.
Symmachia praxila werd in 1851 beschreven door Westwood.